# ウーゾ

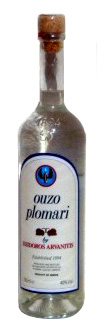
ウーゾのボトル

ウーゾ (ギリシア語：ούζο、英語：Ouzo) とは、アニスの香りを持つ、ギリシアとキプロスで生産される無色透明のリキュールである。名称は、原産地名称保護制度で保護されている。なお、片仮名表記ではウゾなどと書かれることもあるが、本稿では以降ウーゾに統一する。

## 概説
ウーゾは、生産・消費ともに、そのほとんどがギリシアとキプロス国内で行われる。ウーゾの原型はツィプロ (Τσίπουρο) やラキア (rakia) という蒸留酒で、東ローマ帝国ですでに製造されていた。14世紀にアトス山でツィプロを蒸留していた修道士がアニスの香りをつけたツィプロを作り出し、これがウーゾとなったという。
ウーゾという名前の発祥ははっきりしていない。一説には、19世紀にテッサリアのティルナヴォスで上質なカイコの繭に与えられた「ウゾ・マッサリア」 (uso Massalia, 「マルセイユ向け」) というイタリア語の等級に由来するという。これが「高級品」を意味するようになり、転じてこの蒸留酒の名称となった。また、トルコ語でブドウを意味する「ユズュム」 (üzüm) に由来するとも言われる。
19世紀にギリシアが独立して以来、ウーゾの蒸留はレスボス島を中心に広く行われるようになった。レスボス島はウーゾの発祥の地ともいわれており、今日でも主要な生産地である。1932年にウーゾの生産者は銅製の蒸留器を使う蒸留法を編み出し、これが現在では標準的な生産方法となっている。よって1997年現在においては、ウーゾが蒸留法によって作られるリキュールだと説明されている。今日最も生産量の多いのは島の南部に位置する町プロマリのバルバヤニス (Βαρβαγιάννης, Barbayiannis) である。
ウーゾは潰したブドウやレーズンを原料としたアルコール度数の高い蒸留酒を使用して作られる。このため、ウーゾはグレープ・ブランデーをベースとしたリキュールであると説明される。
ウーゾの特有の香りはアニス（あるいはスターアニス）をはじめとする様々な材料を加えるために生じ、場合によってはコリアンダー、クローブ、アンゼリカ、スペインカンゾウ、ミント、冬緑油（シラタマノキ属ウィンターグリーンの精油）、ウイキョウ、ハシバミ、シナモン、ライムの花といったハーブやベリー類も加えられる。配合は生産者によって異なる。これらの材料は、原料の酒と一緒に熱した銅製の蒸留器で蒸留される。これが数ヶ月間貯蔵され、その後、アルコール度数約40%程度まで水で希釈される。高級品でないウーゾには、希釈する前に純度96％のエタノールが加えられることがある。ウーゾは北に行くほど辛口で、ギリシア南部では砂糖を加えて甘くする。
ウーゾは食前酒として飲用される。ギリシアには、ウーゾとメゼデスを供するウーゼリー（ouzerie）というカフェが多く存在する。夕方にウーゼリーに寄り、メゼデスをつまみながらゆっくりウーゾを飲むのが習慣である。ウーゾは水で割ったり、氷を入れてもよい。（なお、水割りにした場合、ウーゾは白濁する。）つまみをとらずにウーゾだけ飲む飲み方は好まれない。
アトス山の修道院では、訪れた旅行者を小さなグラスに入った一杯のツィプロと、ルクミと呼ばれる菓子でもてなすのを伝統としている。